# Župnija Ljubljana – Sv. Trojica
Župnija Ljubljana – Sv. Trojica je bila rimskokatoliška teritorialna župnija dekanije Ljubljana - Center nadškofije Ljubljana do 31. decembra 2019. Sedaj je bivša župnijska cerkev samostanska cerkev uršulink, na teritoriju župnije Marijinega oznanjenja na Tromostovju.